# Galictis cuja
El grisón menor (Galictis cuja), también llamado quique, hurón menor, hurón argentino o furón (dependiendo de la región y/o país donde se encuentre dicha especie), es una especie de mustélido de América del Sur.

## Descripción
Los grisones menores tienen un cuerpo largo y delgado, patas cortas y una cola tupida. Tienen un cuello largo y una cabeza pequeña con una frente aplanada y orejas redondeadas. Son más pequeños que el estrechamente relacionado grisón mayor, con una longitud cabeza-cuerpo de 27 a 52 cm (11 a 20 pulgadas) y una cola de 14 a 19 cm (5,5 a 7,5 pulgadas) de largo. Los adultos pesan entre 200 y 300 kg. Las hembras son más pequeñas y delgadas que los machos.
La parte superior de la cabeza, la espalda y los flancos, y la cola tienen pelos de protección negros gruesos con puntas de color beige sobre una capa interna más suave, lo que les da un color grisáceo entrecano. El resto del cuerpo es negro o casi negro, excepto por una raya de color beige pálido que va desde la frente hasta los hombros a lo largo del margen inferior del área de pelo gris. Los pies son palmeados, con cinco dedos que terminan en garras afiladas y curvas.

## Comportamiento
Son semi -plantígrados, caminan en parte sobre las plantas de los pies y, a pesar de las membranas, sus pies están más adaptados para correr y trepar que para nadar. Poseen glándulas odoríferas anales que rocían una sustancia química nociva similar, pero probablemente más débil que la de los zorrillos. Son monógamos, cazando juntos cuando crían sus camadas de dos a cinco crías.
Los hurones menores cazan principalmente durante el día, localizando a sus presas al menos en parte por el olor. Son solitarios o viven en pequeños grupos familiares de padres e hijos, que viajan juntos en fila india. Se dice que son particularmente feroces y que juegan con su comida hasta 45 minutos antes de comerla. Durante la noche duermen en huecos de árboles o grietas naturales, o bien en madrigueras excavadas. Las madrigueras pueden tener una profundidad de hasta 4 m (13 pies) y tener entradas oscurecidas por hojas.

## Distribución y hábitat
Los grisones menores se encuentran en la mayor parte del sur de América del Sur desde el nivel del mar hasta una altura de 4.200 metros (13.800 pies). Se encuentran en una amplia gama de hábitats, aunque generalmente cerca del agua, incluidos pastizales, bosques, matorrales y prados de montaña. También se sabe que habitan en tierras agrícolas y pastos en algunas áreas.
Se reconocen cuatro subespecies:
- Galictis cuja cuja – suroeste de Bolivia, oeste de Argentina, centro de Chile
- Galictis cuja furax – sur de Brasil, noreste de Argentina, Uruguay y Paraguay
- Galictis cuja huronax – centro-sur de Bolivia, este de Argentina
- Galictis cuja luteola – extremo sur de Perú, occidente de Bolivia y norte de Chile

## Alimentación
La dieta del grisón menor consta de pequeños mamíferos, aves, huevos, vertebrados de sangre fría, e invertebrados, así como la fruta. Estos pequeños depredadores son capaces de cazar presas de su mismo tamaño o más peligrosos, como lagartos overos o tucos tucos.
La dieta de los hurones menores es en un remanente de bosque valdiviano fragmentado del sur de Chile, durante la época otoño-invernal, donde en estas estaciones la abundancia de  roedores aumenta, la mayor frecuencia estandarizada de presas en la dieta del hurón menor (82%) correspondió a 6 especies de roedores nativos cuyas especies eran el ratón oliváceo, el ratón de pelo largo, el ratón orejón austral, el ratón topo pardo y el ratón de cola larga. Pese a haber liebres europeas introducidas en la matriz agrícola donde se encuentra el fragmento estudiado, no se encontraron restos de ellas en las 45 muestras fecales analizadas, sugiriendo que los hurones menores cazaron sus presas al interior y/o en el borde del fragmento. Otros ítems incluyeron artrópodos, aves y crustáceos.
En las pampas brasileñas, se analizaron contenidos estomacales de 11 individuos recolectados de animales atropellados, fueron analizados desde junio de 2014 hasta agosto de 2018. Se identificaron ocho presas, de las cuales los mamíferos estuvieron presentes en un 90,9 % (FO) en las muestras, constituyendo el 66,7 % (PO) de los ítems de la dieta, seguidos de aves y anfibios, ambos representando el 13,3 % (PO) de la dieta analizada. Se encontraron reptiles en solo el 6% de las muestras. El ejemplar más representativo fue el roedor cuis común, seguido por roedores cricetidos y marsupiales (Didelphidae). Las aves se dividieron hallaron el inambú común, el tordo renegrido y un ave indeterminada.
En la Patagonia argentina, el cien por ciento de las heces de grisón (n = 205) incluía restos de mamíferos, y los mamíferos representaron el 95,2% de la biomasa consumida. De vez en cuando aparecían pájaros y lagartijas y sus huevos. Restos de invertebrados ocurrieron en el 6,4% de las muestras, pero en algunos casos pudieron ser presas de las presas de los hurones menores (los roedores del género Akodon, que ocurrieron con mucha frecuencia, son importantes depredadores de artrópodos). Los roedores (49,2% en biomasa) y los lagomorfos (41,6% en biomasa) fueron las presas de mamíferos más comunes. Los marsupiales se encontraron en menor proporción, mientras que los escasos restos de edentados y ungulados (incluyendo ovejas) sugieren que los hurones menores consumen carroña ocasionalmente. En las muestras, los roedores estaban representadas al menos 13 especies de roedores (Akodon longipilis, A. xanthorhinus, A. iniscatus, Reithrodon auritus, Auliscomys micropus, Oryzomys longicaudatus, calomys musculinus, ctenomys haigi, eligmodontia typus, euneomys sp., irenomys tarsalis, notiomys edwardsii, phyllotis darwinii). Otras presas incluyeron aves (y sus huevos) y reptiles. Un hurón menor recolectado por Pearson tenía 3 ratones y 1 lagarto en su estómago. Mientras que el estómago de un ejemplar analizado por Sunquist contenía una lagartija de cristal (Mabuya frenata) y varias ranas crioallas (Leptodactylus chaquensis) en Paraguay.

## Reproducción
Los hábitos de apareamiento del grisón menor no están documentados, muchos mustélidos son masculinos poligínicos. Las hembras pueden ser llevadas a ovular solamente por copulación frecuente y rigurosa. La implantación retardada es también evidente en más de 16 especies de mustélidos, pero no ha sido registrado en el grisón menor. La gestación en el hurón menor es completa después de aproximadamente 40 días, cuando nacen 2-4 crías; éstas nacen en marzo, agosto, octubre y septiembre.

## Relaciones con los humanos
Los grisones menores se pueden domesticar si se crían desde una edad temprana. Fueron utilizados en el pasado para cazar chinchillas salvajes, persiguiéndolas por madrigueras de manera similar a los hurones, aunque las chinchillas ahora son demasiado raras para que esto sea viable. A veces todavía se mantienen para controlar roedores en granjas, aunque también pueden ser cazados, especialmente donde se cree que se alimentan de aves de corral domésticas. También se ha informado que se encuentran entre las especies más frecuentes entre los mamíferos atropellados en Brasil.
Los grisones menores pueden actuar como reservorios de la enfermedad de Chagas.
Los cuerpos de los grisones menores también se han utilizado como amuletos mágicos en Bolivia, donde sus pieles se rellenan con lana y se decoran con cintas y papel para ser utilizados en ofrendas rituales a la Pachamama. Un entierro de sacrificio aparente de Argentina se ha fechado en 1.420 AP. Fue enterrado junto con restos humanos, con un collar decorado, colocado sobre una piel de animal y asociado con numerosos otros bienes funerarios y cuerpos de ratones.